# Championnat d'Allemagne féminin de football 1995-1996
Navigation
Édition précédente Édition suivante
La Frauen-Bundesliga 1995-1996 est la 23e édition du championnat d'Allemagne féminin de football.
Le premier niveau du championnat féminin oppose vingt clubs allemands répartis dans deux groupes de dix équipes, en une série de dix-huit rencontres jouées durant la saison de football. Les deux meilleures équipes de chaque groupe sont qualifiées pour les demi-finales de la compétition. La phase finale consiste en deux tours de confrontations directes aller-retour, à l’exception de la finale qui se joue sur un seul match.
Les deux dernières places de chaque groupe sont synonymes de relégation en Regionalliga.
Lors de l'exercice précédent, le SC Bad Neuenahr, le TSV Crailsheim, le Rot-Weiß Hillen (en) et le SV Rostock (de) ont gagné le droit d'évoluer dans cette compétition après avoir obtenu leurs promotions lors des phases finales de Regionalliga.
À l'issue de la saison, le TSV Siegen décroche le sixième titre de champion d'Allemagne de son histoire. Dans le bas du classement, le SV Rostock (de), le Rot-Weiß Hillen (en), le TuS Wörrstadt et le SC Bad Neuenahr, sont relégués.

## Participants
Ces tableaux présentent les vingt équipes qualifiées pour disputer le championnat 1995-1996. On y trouve le nom des clubs, la date de création du club, l'année de la dernière montée au sein de l'élite, leur classement de la saison précédente, le nom des stades ainsi que la capacité de ces derniers.
Le championnat comprend deux groupes de dix équipes.
Légende des couleurs
- Champion de 1. Frauen-Bundesliga la saison précédente.
- Promu de Regionalliga.

| \| 0Tennis Borussia Berlin Grün-Weiß Brauweiler I 0Fortuna Sachsenross Hanovre (en) Rot-Weiß Hillen (en) FC Eintracht Rheine SV Rostock (de) FC Rumeln-Kaldenhausen TSV Siegen SSV Turbine Potsdam VfR Eintracht Wolfsburg0 \| Localisation des clubs engagés dans le groupe Nord du championnat. |
| 0Tennis Borussia Berlin Grün-Weiß Brauweiler I 0Fortuna Sachsenross Hanovre (en) Rot-Weiß Hillen (en) FC Eintracht Rheine SV Rostock (de) FC Rumeln-Kaldenhausen TSV Siegen SSV Turbine Potsdam VfR Eintracht Wolfsburg0                                                                          |

| Nom du club             | Date de création | Dernière montée | Cls 1995     | Stade                       | Capacité | Nb T. |
| ----------------------- | ---------------- | --------------- | ------------ | --------------------------- | -------- | ----- |
| Grün-Weiß Brauweiler    | 1974             | 1991            | 1 (Gr. Nord) | Stade inconnu               | -        | /     |
| FC Rumeln-Kaldenhausen  | 1977             | 1993            | 2 (Gr. Nord) | PCC-Stadion                 | 3 000    | /     |
| TSV Siegen              | 1971             | 1990            | 3 (Gr. Nord) | Leimbachstadion             | -        | 5     |
| FC Eintracht Rheine     | 1986             | 1990            | 4 (Gr. Nord) | Jahnstadion                 | 4 009    | /     |
| FS Hanovre (en)         | 1988             | 1990            | 5 (Gr. Nord) | Stadion an der Hebbelstraße | 3 000    | /     |
| SSV Turbine Potsdam     | 1971             | 1994            | 6 (Gr. Nord) | Karl-Liebknecht-St.         | 10 499   | /     |
| VfR Eintracht Wolfsburg | 1973             | 1990            | 7 (Gr. Nord) | VfL-Stadion am Elsterweg    | 17 600   | /     |
| Tennis Borussia Berlin  | 1969             | 1991            | 8 (Gr. Nord) | Mommsenstadion              | 15 005   | /     |
| Rot-Weiß Hillen (en)    | -                | 1995            | Reg.         | Stade inconnu               | -        | /     |
| SV Rostock (de)         | 1970             | 1995            | Reg.         | Stadion am Damerower Weg    | 2 500    | /     |

| \| TuS Ahrbach SC Bad Neuenahr TSV Crailsheim FSV Francfort SC Klinge Seckach (en) TuS Niederkirchen SG Praunheim 0VfR Sarrebruck VfL Sindelfingen TuS Wörrstadt \| Localisation des clubs engagés dans le groupe Sud du championnat. |
| TuS Ahrbach SC Bad Neuenahr TSV Crailsheim FSV Francfort SC Klinge Seckach (en) TuS Niederkirchen SG Praunheim 0VfR Sarrebruck VfL Sindelfingen TuS Wörrstadt                                                                         |

| Nom du club            | Date de création | Dernière montée | Cls 1995    | Stade                          | Capacité | Nb T. |
| ---------------------- | ---------------- | --------------- | ----------- | ------------------------------ | -------- | ----- |
| FSV Francfort          | 1970             | 1990            | 1 (Gr. Sud) | St. am Bornheimer Hang         | 12 500   | 2     |
| TuS Ahrbach            | 1989             | 1991            | 2 (Gr. Sud) | Sportanlage Ruppach-Goldhausen | -        | /     |
| SG Praunheim           | 1973             | 1990            | 3 (Gr. Sud) | Stadion am Brentanobad         | 5 200    | /     |
| SC Klinge Seckach (en) | 1981             | 1990            | 4 (Gr. Sud) | Sportstätte beim SV Muckental  | -        | /     |
| VfL Sindelfingen       | 1971             | 1990            | 5 (Gr. Sud) | Floschenstadion                | 5 000    | /     |
| TuS Niederkirchen      | 1969             | 1990            | 6 (Gr. Sud) | Sportgelände Nachtweide        | -        | 1     |
| VfR Sarrebruck         | 1990             | 1990            | 7 (Gr. Sud) | Stadion Kieselhumes            | 6 000    | /     |
| TuS Wörrstadt          | 1969             | 1993            | 8 (Gr. Sud) | Stade inconnu                  | -        | 1     |
| SC Bad Neuenahr        | 1907             | 1995            | Reg.        | Apollinarisstadion             | 4 580    | 1     |
| TSV Crailsheim         | 1971             | 1995            | Reg.        | Schönebürgstadion              | 5 500    | /     |

## Compétition

### Classement
Le classement est calculé avec le barème de points suivant : une victoire vaut trois points, le match nul un et la défaite zéro.
Les critères utilisés pour départager en cas d'égalité au classement sont les suivants :
1. différence entre les buts marqués et les buts concédés sur la totalité des matchs joués dans le championnat ;
2. plus grand nombre de buts marqués sur la totalité des matchs joués dans le championnat.

| Rang | Équipe                           | Pts | J  | G  | N | P  | Bp | Bc | Diff |
| ---- | -------------------------------- | --- | -- | -- | - | -- | -- | -- | ---- |
| 1    | Grün-Weiß Brauweiler             | 46  | 18 | 15 | 1 | 2  | 80 | 17 | +63  |
| 2    | TSV Siegen                       | 45  | 18 | 14 | 3 | 1  | 70 | 10 | +60  |
| 3    | FC Rumeln-Kaldenhausen           | 39  | 18 | 12 | 3 | 3  | 59 | 23 | +36  |
| 4    | FC Eintracht Rheine              | 32  | 18 | 9  | 5 | 4  | 38 | 24 | +14  |
| 5    | Fortuna Sachsenross Hanovre (en) | 23  | 18 | 7  | 2 | 9  | 31 | 50 | -19  |
| 6    | SSV Turbine Potsdam              | 21  | 18 | 5  | 6 | 7  | 29 | 41 | -12  |
| 7    | Tennis Borussia Berlin           | 19  | 18 | 5  | 4 | 9  | 24 | 33 | -9   |
| 8    | VfR Eintracht Wolfsburg          | 19  | 18 | 5  | 4 | 9  | 18 | 40 | -22  |
| 9    | SV Rostock (de) P                | 6   | 18 | 1  | 3 | 14 | 18 | 57 | -39  |
| 10   | Rot-Weiß Hillen (en) P           | 3   | 18 | 0  | 3 | 15 | 16 | 88 | -72  |

| Légende : | Légende : |
| --------- | --- |
|           | Qualifié pour les Demi-finales. |
|           | Relégué en Regionalliga. |
|           | P Promu de Regionalliga. Pts points ; G victoires ; N matchs nuls ; P défaites Bp buts marqués ; Bc buts encaissés ; Diff différence de buts |

| Rang | Équipe                 | Pts | J  | G  | N | P  | Bp | Bc | Diff |
| ---- | ---------------------- | --- | -- | -- | - | -- | -- | -- | ---- |
| 1    | FSV Francfort T C S    | 49  | 18 | 16 | 1 | 1  | 99 | 6  | +93  |
| 2    | SG Praunheim           | 39  | 18 | 11 | 6 | 1  | 31 | 11 | +20  |
| 3    | TuS Niederkirchen      | 35  | 18 | 11 | 2 | 5  | 49 | 26 | +23  |
| 4    | SC Klinge Seckach (en) | 34  | 18 | 10 | 4 | 4  | 28 | 17 | +11  |
| 5    | TuS Ahrbach            | 23  | 18 | 6  | 5 | 7  | 22 | 31 | -9   |
| 6    | VfL Sindelfingen       | 20  | 18 | 6  | 2 | 10 | 32 | 40 | -8   |
| 7    | VfR Sarrebruck         | 18  | 18 | 4  | 6 | 8  | 23 | 41 | -18  |
| 8    | TSV Crailsheim P       | 14  | 18 | 2  | 8 | 8  | 7  | 27 | -20  |
| 9    | TuS Wörrstadt          | 11  | 18 | 3  | 2 | 13 | 17 | 61 | -44  |
| 10   | SC Bad Neuenahr P      | 8   | 18 | 2  | 2 | 14 | 17 | 65 | -48  |

| Légende : | Légende : |
| --------- | --- |
|           | Qualifié pour les Demi-finales. |
|           | Relégué en Regionalliga. |
|           | T Tenant du titre. P Promu de Regionalliga. C Vainqueur de la DFB-Pokal Frauen 1995-1996. S Vainqueur de la DFB-Supercup Frauen Pts points ; G victoires ; N matchs nuls ; P défaites Bp buts marqués ; Bc buts encaissés ; Diff différence de buts |

### Résultats
Groupe Nord
| Résultats (▼dom., ►ext.)                                   | Bor | Grü  | Han  | Hil  | Rhe | Ros | Rum  | Sie | Tur | Wol |
| Tennis Borussia Berlin                                     |     | 0-1  | 1-3  | 3-1  | 0-0 | 3-2 | 3-5  | 0-2 | 2-1 | 0-1 |
| Grün-Weiß Brauweiler                                       | 4-2 |      | 8-1  | 11-0 | 4-1 | 7-0 | 3-0  | 2-1 | 8-0 | 3-0 |
| Fortuna Sachsenross Hanovre (en)                           | 1-1 | 1-3  |      | 5-1  | 3-0 | 2-1 | 0-1  | 0-5 | 1-1 | 6-0 |
| Rot-Weiß Hillen (en)                                       | 0-2 | 0-12 | 1-2  |      | 1-2 | 2-3 | 0-12 | 0-4 | 0-5 | 1-1 |
| FC Eintracht Rheine                                        | 3-2 | 1-3  | 6-1  | 5-2  |     | 4-0 | 2-0  | 2-3 | 2-2 | 3-1 |
| SV Rostock (de)                                            | 0-2 | 1-2  | 2-4  | 1-1  | 0-2 |     | 0-4  | 1-5 | 1-1 | 1-2 |
| FC Rumeln-Kaldenhausen                                     | 4-1 | 2-2  | 5-0  | 4-0  | 2-2 | 5-2 |      | 0-0 | 3-1 | 2-0 |
| TSV Siegen                                                 | 3-0 | 4-3  | 10-0 | 9-0  | 0-0 | 6-0 | 6-1  |     | 5-0 | 6-1 |
| SSV Turbine Potsdam                                        | 1-1 | 3-2  | 2-0  | 5-5  | 0-0 | 3-1 | 1-4  | 0-1 |     | 2-0 |
| VfR Eintracht Wolfsburg                                    | 1-1 | 0-2  | 2-1  | 2-1  | 0-3 | 2-2 | 0-5  | 0-0 | 5-1 |     |
| - Victoire à domicile - Match nul - Victoire à l'extérieur |     |      |      |      |     |     |      |     |     |     |

Groupe Sud
| Résultats (▼dom., ►ext.)                                   | Ahr | Bad | Cra | Fra  | Kli | Nie | Pra | Sar | Sin  | Wör |
| TuS Ahrbach                                                |     | 1-1 | 0-1 | 0-6  | 0-4 | 1-1 | 0-1 | 2-0 | 1-3  | 0-1 |
| SC Bad Neuenahr                                            | 0-3 |     | 4-1 | 0-8  | 0-2 | 1-5 | 1-2 | 3-4 | 1-4  | 3-1 |
| TSV Crailsheim                                             | 0-0 | 0-0 |     | 0-2  | 0-1 | 0-3 | 0-0 | 0-0 | 0-2  | 1-2 |
| FSV Francfort                                              | 6-1 | 8-0 | 4-0 |      | 5-0 | 5-1 | 0-2 | 5-0 | 11-0 | 9-0 |
| SC Klinge Seckach (en)                                     | 0-2 | 5-0 | 0-0 | 0-5  |     | 1-2 | 1-0 | 1-1 | 4-0  | 2-1 |
| TuS Niederkirchen                                          | 1-2 | 6-2 | 7-0 | 0-5  | 0-0 |     | 1-2 | 3-1 | 1-0  | 9-1 |
| SG Praunheim                                               | 2-2 | 5-0 | 1-1 | 0-0  | 1-1 | 1-0 |     | 4-0 | 2-0  | 2-1 |
| VfR Sarrebruck                                             | 0-0 | 4-0 | 1-1 | 1-10 | 0-2 | 1-3 | 1-2 |     | 3-3  | 2-0 |
| VfL Sindelfingen                                           | 3-4 | 2-0 | 0-0 | 0-1  | 1-3 | 3-4 | 0-2 | 1-3 |      | 8-1 |
| TuS Wörrstadt                                              | 1-3 | 4-1 | 0-2 | 1-9  | 0-2 | 0-2 | 2-2 | 1-1 | 0-3  |     |
| - Victoire à domicile - Match nul - Victoire à l'extérieur |     |     |     |      |     |     |     |     |      |     |

### Phase finale
|  |              |                      |             |              |   |   |  |  |  |  |  |  |                                   |  |  |  |
|  |              |                      |             |              |   |   |  |  |  |  |  |  |                                   |  |  |  |
|  |              |                      |             |              |   |   |  |  |  |  |  |  | Stadion am Brentanobad, Francfort |  |  |  |
|  |              |                      |             |              |   |   |  |  |  |  |  |  |                                   |  |  |  |
|  |              |                      |             |              |   |   |  |  |  |  |  |  |                                   |  |  |  |
|  |              |                      |             |              |   |   |  |  |  |  |  |  |                                   |  |  |  |
|  |              |                      |             |              |   |   |  |  |  |  |  |  |                                   |  |  |  |
|  | 1er Gr. Nord | Grün-Weiß Brauweiler | 0           | 0            |   |   |  |  |  |  |  |  |                                   |  |  |  |
|  | 1er Gr. Nord | Grün-Weiß Brauweiler | 0           | 0            |   |   |  |  |  |  |  |  |                                   |  |  |  |
|  |              |                      | 2e Gr. Sud  | SG Praunheim | 1 | 0 |  |  |  |  |  |  |                                   |  |  |  |
|  |              |                      |             |              | 1 | 0 |  |  |  |  |  |  |                                   |  |  |  |
|  |              |                      |             |              |   |   |  |  |  |  |  |  |                                   |  |  |  |
|  |              |                      |             |              |   |   |  |  |  |  |  |  |                                   |  |  |  |
|  | SG Praunheim | SG Praunheim         | 0           | 0            |   |   |  |  |  |  |  |  |                                   |  |  |  |
|  | SG Praunheim | SG Praunheim         | 0           | 0            |   |   |  |  |  |  |  |  |                                   |  |  |  |
|  |              |                      | TSV Siegen  | TSV Siegen   | 1 | 1 |  |  |  |  |  |  |                                   |  |  |  |
|  |              |                      |             |              | 1 | 1 |  |  |  |  |  |  |                                   |  |  |  |
|  |              |                      |             |              |   |   |  |  |  |  |  |  |                                   |  |  |  |
|  |              |                      |             |              |   |   |  |  |  |  |  |  |                                   |  |  |  |
|  | 1er Gr. Sud  | FSV Francfort T C S  | 1           | 1            |   |   |  |  |  |  |  |  |                                   |  |  |  |
|  | 1er Gr. Sud  | FSV Francfort T C S  | 1           | 1            |   |   |  |  |  |  |  |  |                                   |  |  |  |
|  |              |                      | 2e Gr. Nord | TSV Siegen   | 2 | 1 |  |  |  |  |  |  |                                   |  |  |  |
|  |              |                      |             |              | 2 | 1 |  |  |  |  |  |  |                                   |  |  |  |
|  |              |                      |             |              |   |   |  |  |  |  |  |  |                                   |  |  |  |
|  |              |                      |             |              |   |   |  |  |  |  |  |  |                                   |  |  |  |
|  |              |                      |             |              |   |   |  |  |  |  |  |  |                                   |  |  |  |
|  |              |                      |             |              |   |   |  |  |  |  |  |  |                                   |  |  |  |

## Bilan de la saison
| Championnat d'Allemagne féminin de football 1995-1996 |                       |
| Champion                                              | TSV Siegen (6e titre) |
| Dauphin                                               | SG Praunheim          |
| Coupes et trophées                                    |                       |
| Vainqueur DFB-Pokal Frauen 1995-1996                  | FSV Francfort         |
| Vainqueur DFB-Supercup Frauen                         | FSV Francfort         |
| Promotions et relégations                             |                       |
| Promus en Frauen-Bundesliga                           | SC Sand               |
| Promus en Frauen-Bundesliga                           | Schmalfelder SV (de)  |
| Promus en Frauen-Bundesliga                           | FSV Schwarzbach (de)  |
| Promus en Frauen-Bundesliga                           | FFC Heike Rheine      |
| Relégués en Regionalliga                              | SV Rostock (de)       |
| Relégués en Regionalliga                              | Rot-Weiß Hillen (en)  |
| Relégués en Regionalliga                              | TuS Wörrstadt         |
| Relégués en Regionalliga                              | SC Bad Neuenahr       |

## Statistiques
| Cls | Joueuse           | Club                             | Buts |
| --- | ----------------- | -------------------------------- | ---- |
| 1   | Carmen Holinka    | Grün-Weiß Brauweiler             | 28   |
| 2   | Jolanta Nieczypor | FC Rumeln-Kaldenhausen           | 21   |
| 3   | Doris Fitschen    | TSV Siegen                       | 17   |
| 4   | Bettina Wiegmann  | Grün-Weiß Brauweiler             | 15   |
| 5   | Claudia Müller    | Fortuna Sachsenross Hanovre (en) | 15   |

| Cls | Joueuse          | Club              | Buts |
| --- | ---------------- | ----------------- | ---- |
| 1   | Sandra Smisek    | FSV Francfort     | 29   |
| 2   | Birgit Prinz     | FSV Francfort     | 19   |
| 3   | Patricia Brocker | TuS Niederkirchen | 17   |
| 3   | Heidi Mohr       | TuS Niederkirchen | 17   |
| 5   | Katja Bornschein | FSV Francfort     | 12   |